# Apple A11
Apple A11 Bionic és un SoC (sistema en un xip) basat en arquitectura de 64 bits d'ARM dissenyat per l'empresa Apple i fabricat per TSMC. L'Apple A11 va ensamblat en els models de telèfon iPhone 8, iPhone 8 Plus i iPhone X que van ser introduïts el 2017. Incorpora 6 nuclis en total, 4 nuclis el 25% més ràpid que el Apple A10 i 4 nuclis d'alta eficiència el 70% més ràpids que els homòlegs A10.

## Especificacions
Especificacions més detallades :
|                     | Descripció |
| ------------------- | --- |
| CPU                 | 6 nuclis (2× Monsoon + 4× Mistral) amb arquitectura ARMv8‑A a 2,39 GHz, encapsulat Package on Package (PoP) + M11 motion coprocessor + image processor + dedicated neural network hardware |
| Tecnologia          | 10 nm amb 4.300 milions de transistors FinFET |
| Memòria cau         | L1 (32 KB dades, 32 KB instruccions) L2 (8 MB) |
| GPU                 | 3 nuclis, tecnologia TB;DR (Tile Based Deferred Rendering) |
| Memòria RAM         | 2 GB de LPDDR4X |
| Memòria flaix       | Controlador NVMe SSD |
| Decodificador vídeo | Reproducció de H.265 o HEVC (High Efficiency Video Coding) |

### Disseny
L'A11 compta amb una CPU de 64-bit ARMv8-A six-core dissenyada per Apple, amb dos nuclis d'alt rendiment a 2,39 GHz, anomenats Monsoon i quatre nuclis energètics eficients, anomenats Mistral. Utilitza un nou controlador de rendiment de segona generació, que permet que l'A11 faci ús dels sis nuclis simultanis, a diferència del seu predecessor A10. L'A11 també integra una unitat de processament de gràfics (GPU) de tres nuclis dissenyada per Apple amb un rendiment gràfic del 30% més ràpid que l'A10. Incrustat a l'A11 hi ha el coprocessador de moviment M11. L'A11 inclou un nou processador d'imatges que admet funcions de fotografia computacional, com l'estimació d'il·luminació, la captura de color ampli i el processament avançat de píxels.
L'A11 està fabricat per TSMC amb un procés FinFET de 10 nm i conté 4.3 bilions de transistors de 87.66 mm², un 30% més petits que l'A10. Està fabricat en un Package on Package (PoP) juntament amb 2 GB de memòria LPDDR4X en l'iPhone 8 i 3 GB de memòria LPDDR4X en l'iPhone 8 Plus i l'iPhone X.

### Motor neuronal
L'A11 també inclou un hardware de xarxa neuronal anomenat "motor neuronal", que pot realitzar fins a 600 mil milions d'operacions per segon i es fa servir per Face ID, Animoji i altres tasques d'aprenentatge automàtic. El motor neuronal permet a Apple implementar la xarxa neuronal i l'aprenentatge automàtic d'una manera més eficient que l'ús de la CPU principal o la GPU. Segons Bloomberg, el motor neuronal és fruit dels esforços d'Apple per millorar el seu equip d'Al (intel·ligència artificial). Des de llavors, Apple ha reclutat científics i diverses empreses, com l'octubre del 2016 en què va contractar a Russ Salakhutdinov com a director d'investigació d'AI.